# Fred Nilsson
Fred [fre:d] Lennart Samuel Nilsson, född 5 augusti 1950 i Söderhamn, är en svensk skolman, pastor och politiker (socialdemokrat).
Fred Nilsson är pastor i Svenska Missionskyrkan och tjänstgjorde 1976–1984 i Svedala och Sundsvall. Han var 1984–1985 utredningssekreterare och utgav 1988 den kontroversiella boken Parakyrkligt – om business och bön i Sverige, som baserades på ett forskningsprojekt som pågick under åren 1983-1987. Boken debatterades flitigt inom svensk kristenhet och i det offentliga samtalet. Boken ifrågasatte Livets ord och andra nyare kristna rörelser som inte var förankrade i äldre samfund.
Fred Nilsson arbetade som lärare vid Härnösands folkhögskola 1985–1999 och rektor där 1999–2010. Åren 2005–2007 var han även rektor för Lidingö folkhögskola och vd för dess hotell- och utbildningscentrum. Han är anlitad som föreläsare om internationella och teologiska ämnen.
2010–2018 var Fred Nilsson kommunalråd och kommunstyrelsens ordförande i Härnösands kommun.